# 떠나야 할 사람은
"떠나야 할 사람은"은 1970년 공개된 대한민국의 영화이다.

## 배역
- 엄앵란
- 신영균
- 문희
- 사미자

## 수상
- 1970년 제7회 청룡영화상
  - 여우조연상 - 사미자
- 제1회 무등영화상
  - 여우조연상 - 사미자